# Karlheinz Busen

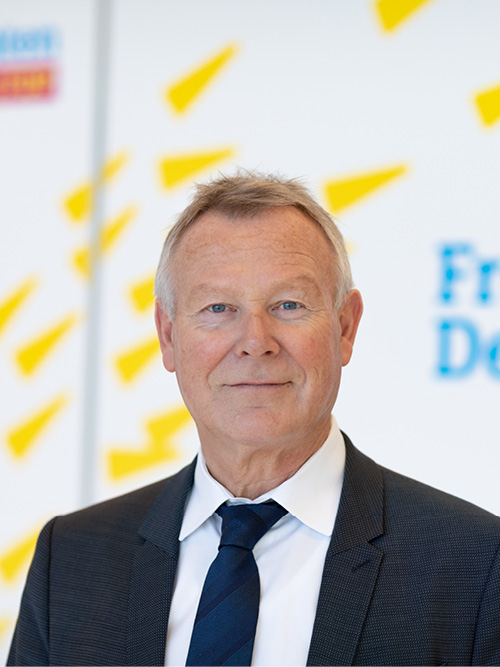
Karlheinz Busen (2019), MdB

Karlheinz Busen (* 5. April 1951 in Gronau (Westf.)) ist ein deutscher Politiker (FDP) und Bauingenieur. Er war von 2012 bis 2017 Mitglied im Nordrhein-Westfälischen Landtag. Von 2017 bis 2025 war er Mitglied des Deutschen Bundestages.

## Leben
Karlheinz Busen erhielt 1965 den Volksschulabschluss. 1968 schloss er die Bauzeichnerlehre ab. Danach machte er bis 1972 eine Ausbildung zum Bautechniker, die er mit der Fachhochschulreife abschloss. Von 1973 bis 1976 studierte er Konstruktiven Ingenieurbau an der Fachhochschule Bielefeld. Dieses Studium schloss er als Diplom-Bauingenieur ab. Danach absolvierte er seinen Wehrdienst als Stabsdienstsoldat.
Seit 1976 war er als selbstständiger Ingenieur tätig und leitete ein eigenes Unternehmen mit acht Mitarbeitern.
Busen ist Jäger und hat seit 1982 den deutschen Jagdschein. Er ist römisch-katholischer Konfession, verwitwet und hat drei Kinder.

## Politische Tätigkeiten
Karlheinz Busen ist seit 1997 Mitglied der FDP.
Busen war von 2009 bis 2014 stellvertretender Landrat und Kreistagsabgeordneter im Kreis Borken. Er ist Vorsitzender des FDP-Bezirksverbands Münsterland und Mitglied im Landesvorstand der Freien Demokraten NRW sowie stellvertretender FDP-Vorsitzender im Kreis Borken.
Er trat bei der Landtagswahl in Nordrhein-Westfalen 2005, 2010 und 2012 im Landtagswahlkreis Borken II als Direktkandidat an, wobei er 5,9 %, 5,7 % und 4,3 % der Erststimmen erhielt. Bei der Landtagswahl 2005 war er auf Platz 116 der Landesliste, wobei er bei der Landtagswahl 2010 Platz 34 belegte. 2012 zog er über seinen Listenplatz 21 in den Landtag ein. Busen war in der 16. Legislaturperiode des nordrhein-westfälischen Landtags Sprecher für die Themen „Jagd, Land- und Forstwirtschaft“ der FDP-Landtagsfraktion NRW.
Karlheinz Busen wurde am 8. Dezember 2016 von seinem Bezirksverband als Spitzenkandidat für die Bundestagswahl im September 2017 aufgestellt. Beim Landesparteitag der FDP NRW am 20. November wurde Busen auf Listenplatz 11 der Landesliste gewählt zudem kandidierte er für die FDP im Bundestagswahlkreis Borken II. Über seinen Landeslistenplatz zog er in den 19. Deutschen Bundestag ein. Er ist Sprecher der FDP-Bundestagsfraktion für Jagd und Forst. Busen gehört als ordentliches Mitglied dem Ausschuss für Ernährung und Landwirtschaft an. Zudem gehört er als stellvertretendes Mitglied dem Ausschuss für Umwelt, Naturschutz und nukleare Sicherheit an.